# Europäisches Steuerrecht

„Europäisches Steuerrecht“ ohne europäische Steuern: die Einnahmen aus der einzigen eigenen Steuer der Europäischen Union – die Besteuerung der Einkommen ihrer Bediensteten – machen nicht einmal 1 % des EU-Haushalts aus:
traditionelle Eigenmittel
Mehrwertsteuer-Eigenmittel
BNE-Eigenmittel
Sonstige Einnahmen

Europäisches Steuerrecht bezeichnet diejenige Schnittmenge zwischen Europarecht und Steuerrecht, die Steuern zum Gegenstand hat oder mit Steuern in Zusammenhang steht und sich auf die nationalen Rechtsordnungen auswirkt.

## Grundzüge des Europäischen Steuerrechts

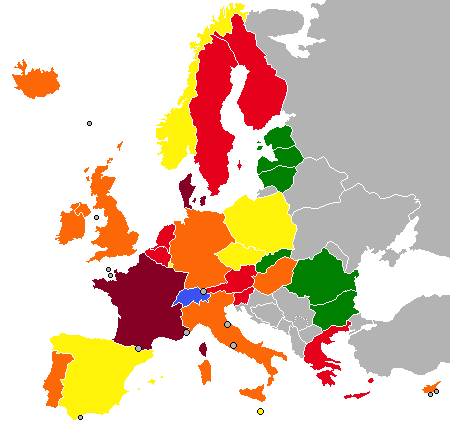
Die (mit Steuern finanzierten) Staatsausgaben begründen das vitale Interesse der Mitgliedstaaten an ihrer Steuerhoheit.
Die Abbildung zeigt das Verhältnis der Staatsausgaben (einschließlich Sozialversicherungsausgaben) zum BIP:
über 55 %
50–55 %
45–50 %
40–45 %
35–40 %
30–35 %

### Vorbehalt der Steuerhoheit seitens der Mitgliedstaaten
Die Steuerhoheit ist auch im Rahmen zunehmender europäischer Integration nach wie vor weitgehend in den Händen der Mitgliedstaaten. Diese haben sich aus Sorge um den Verlust ihrer staatlichen Souveränität die ausschließliche Kompetenz im Bereich der Steuern vorbehalten. Der Europäischen Union stehen nur begrenzte Kompetenzen zu, die zudem nur einstimmig, das heißt unter Zustimmung aller Mitgliedstaaten im Rat der Europäischen Union ausgeübt werden können.
Ein Steuerfindungsrecht zur Einführung neuer Steuern, beispielsweise eine „EU-Steuer“ zur Finanzierung ihrer Ausgaben, steht der Union nicht zu. Einzige Ausnahme ist die Besteuerung des Einkommens der EU-Bediensteten nach Art. 12 des Protokolls über die Vorrechte und Befreiungen der Europäischen Gemeinschaften vom 8. April 1965, umgesetzt durch VO (EWG/EAG/EGKS) Nr. 260/68 des Rates vom 29. Februar 1968 zur Festlegung der Bestimmungen des Verfahrens für die Erhebung der Steuer zugunsten der Europäischen Gemeinschaften.
Diese Rechtslage hat zur Folge, dass das Europäische Steuerrecht zwar auf die mitgliedstaatlichen Steuerrechtsordnungen einwirkt, diese aber (zum ganz überwiegenden Teil) weiterhin in diesem Rahmen ihre nationalen Gesetze erlassen und anwenden.

### Europäisches Steuerrecht als internationales Steuerrecht?
Auch wenn es sich beim Europäischen Steuerrecht bei formeller Betrachtung um internationales Steuerrecht handelt, da ihm grenzüberschreitende Sachverhalte zugrunde liegen, hat es doch nur einen mittelbaren Bezug zum Problemkreis der Doppelbesteuerung, dem Grundproblem des internationalen Steuerrechts.
Fragen der Doppelbesteuerung sind grundsätzlich durch zwischenstaatliche Abkommen der Mitgliedstaaten außerhalb der Europäischen Union zu lösen. Allerdings sind die Harmonisierungsregelungen im Bereich der indirekten Steuern regelmäßig so ausgestaltet, dass Doppelbesteuerungen vermieden werden; daher entfalten diese mittelbar auch Wirkungen für das internationale Steuerrecht im Sinne des Rechts der Doppelbesteuerungsabkommen. Im Bereich der direkten Steuern sind Einzelfragen der Doppelbesteuerung von Unternehmen europarechtlich harmonisiert.

### Differenzierende Systematik des Europäischen Steuerrechts

#### Steuerrelevantes Primärrecht und steuerrelevantes Sekundärrecht
Allgemein lassen sich im Europarecht Primär- und Sekundärrecht unterscheiden. Das Primärrecht besteht vor allem aus dem Vertrag über die Europäische Union (EU-Vertrag) und dem Vertrag über die Arbeitsweise der Europäischen Union (AEU-Vertrag), das Sekundärrecht aus von den Organen der Union erlassenen Rechtsakten (Richtlinien, Verordnungen und andere).
Im europäischen Primärrecht gibt es – wegen der mitgliedstaatlichen Steuerhoheit – nur wenige explizit steuerrechtliche Normen. Zu nennen sind hier insbesondere die Art. 110 ff. AEUV. Allerdings sind die Mitgliedstaaten auch in den Bereichen, in denen sie – wie im Steuerrecht – eigene Kompetenzen ausüben, an die allgemeinen Vorschriften des Unionsrechts, insbesondere die vier Grundfreiheiten des Binnenmarktes, gebunden.
Das steuerrechtliche Sekundärrecht besteht vor allem aus Richtlinien, vereinzelt auch aus (Durchführungs-)Verordnungen.

#### Positive und negative Integration
Mit der nur begrenzten Kompetenzübertragung haben die Mitgliedstaaten bezweckt, dass die Union keine eigenen steuerrechtlichen Zwecke verfolgen kann; ihre steuerrechtlichen Befugnisse dienen lediglich unterstützend der Verwirklichung anderer Politiken. Das wichtigste Ziel, zu dessen Verwirklichung das Europäische Steuerrecht dient, ist die Herstellung des EU-Binnenmarkts. Dieses Ziel wird im Bereich der Steuern vor allem über die Diskriminierungsverbote (also negativ, indem den Mitgliedstaaten bestimmte Regelungen untersagt sind) sowie über Harmonisierungsmaßnahmen (also positiv, indem den Mitgliedstaaten bestimmte Regelungen vorgeschrieben werden) verwirklicht.

#### Indirekte und direkte Steuern
Eine wesentliche Unterscheidung innerhalb des Europäischen Steuerrechts ist die zwischen direkten und indirekten Steuern. Während die Union im Bereich indirekter Steuern über Kompetenzen, ja sogar einen Auftrag zur Harmonisierung im für den Binnenmarkt erforderlichen Maß verfügt, ist sie im Bereich der direkten Steuern auf punktuelle Maßnahmen beschränkt.

## Harmonisierung indirekter Steuern

### Bedeutung
Die europäische Union ist nach Art. 113 AEUV befugt und gehalten, die indirekten Steuern der Mitgliedstaaten zu harmonisieren, sofern Unterschiede der Steuersysteme den Binnenmarkt beeinträchtigen, also Handelshemmnisse darstellen.
Besonders umfangreich ist die Harmonisierung im Bereich der Mehrwertsteuer. Die dazu ergangenen Richtlinien sind auch rechtspraktisch von großer Relevanz: Die mit ihnen zusammenhängenden Probleme bilden zahlenmäßig ein Schwerpunkt-Thema des Europäischen Gerichtshofs.
Daneben hat die Union die Verbrauchssteuern für Mineralöle, Alkohol und Tabak harmonisiert.

### Mehrwertsteuer
Die Mehrwertsteuer war als erste Steuer Gegenstand von Harmonisierungen. Die wichtigsten Etappen waren die Einführung eines gemeinsamen Mehrwertsteuersystems mit Vorsteuerabzug 1967, die Vereinheitlichung der Bemessungsgrundlage 1977, die Einführung eines Mindeststeuersatzes der Mehrwertsteuer von 15 % im Jahr 1991.
Die zahlreichen Richtlinien wurden zum 1. Januar 2007 in der sog. Mehrwertsteuer-Systemrichtlinie zusammengefasst.

#### Grundsätze
Die ersten beiden Richtlinien sollten das sog. Bestimmungslandprinzip durchsetzen. Dieses Prinzip sieht vor, dass die Steuer bei einer grenzüberschreitenden Lieferung oder Leistung nur im Zielland anfällt; der Unternehmer, der im Ursprungsland Steuern gezahlt hat, bekommt diese im Grenzausgleichsverfahren erstattet. Damit soll – wie mit dem Ursprungslandprinzip – eine Doppelbesteuerung vermieden und zugleich die Wettbewerbsneutralität gesichert werden, da auf diese Weise ins Zielland eingeführte und im Zielland hergestellte Waren oder Dienstleistungen demselben Steuersatz unterliegen.
Inzwischen gilt das Bestimmungslandprinzip noch weitgehend, aber mit Einschränkungen. Für den Privatverbraucher gilt seit 1993 das Ursprungslandprinzip.

#### Probleme und Reformvorschläge
Die Probleme des Bestimmungslandsprinzip werden vor allem in einem hohen Verwaltungsaufwand für die Unternehmen und der Betrugsanfälligkeit (→Umsatzsteuerkarussell) gesehen.
Das Ursprungslandprinzip soll diese Probleme vermeiden. Seine Einführung scheint zur Zeit politisch wenig aussichtsreich, gehört aber zu den langfristigen Zielen der Europäischen Kommission.

### Pläne zur Einführung einer Finanztransaktionssteuer
Gegenwärtig plant die Kommission mit Zustimmung des Europäischen Rates die Einführung einer Finanztransaktionssteuer, die auch der Finanzierung der Europäischen Union dienen soll. Die Kommission will diese Richtlinie auf Art. 113 AEUV stützen; die Rechtmäßigkeit eines solchen Vorgehens wird in der wissenschaftlichen Literatur bezweifelt.

## Harmonisierung direkter Steuern

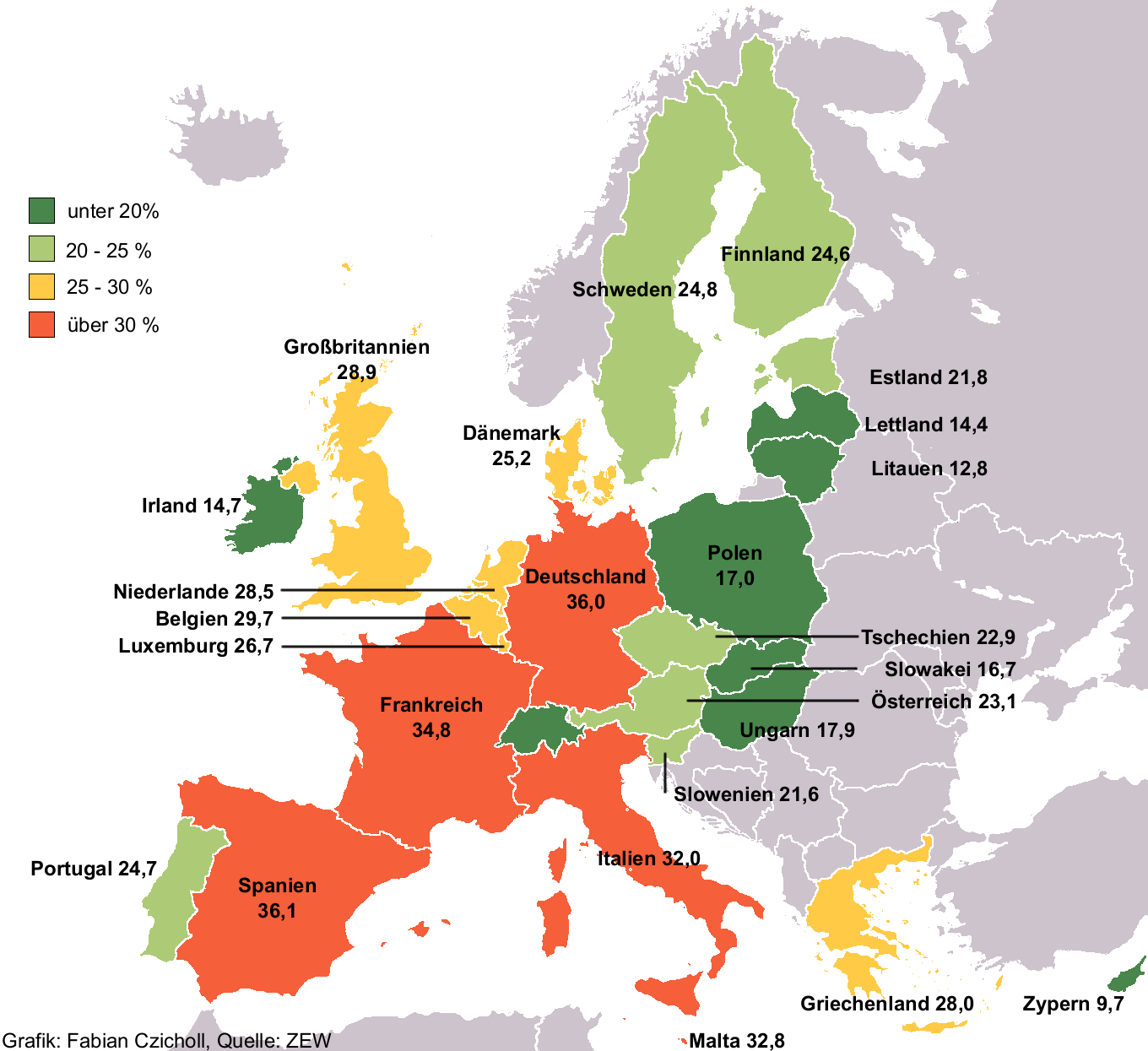
Nicht harmonisierte Unternehmenssteuersätze in der Europäischen Union (und der Schweiz) 2009

### Bedeutung
Eine eigene Rechtsgrundlage, wie sie für den Bereich der indirekten Steuern Art. 113 AEUV darstellt, existiert für den Bereich der direkten Steuern nicht. Es bleibt daher nur der Rückgriff auf die allgemeine Harmonisierungskompetenz des Art. 115 AEUV. Bislang sind nur punktuell Harmonisierungsmaßnahmen getroffen worden, die vor allem „ausgewählte Detailfragen der Besteuerung grenzüberschreitend tätiger Konzerne“ betreffen.

#### Fusionsrichtlinie
Die Fusionsrichtlinie soll die Besteuerung grenzüberschreitender Eigentümerwechsel und Kapitalbeteiligungen bei als juristische Person organisierten Unternehmen vereinheitlichen.

#### Mutter-Tochter-Richtlinie
Die Mutter-Tochter-Richtlinie soll eine Doppelbesteuerung vermeiden, die auftreten kann, wenn Mutter- und Tochtergesellschaft eines Unternehmens in unterschiedlichen Mitgliedstaaten ansässig sind.

#### Zinsbesteuerungsrichtlinie
Diese Richtlinie legt fest, dass die Mitgliedstaaten sicherstellen, dass Zinsen, die in ihrem Hoheitsbereich an einen in einem anderen Mitgliedstaat ansässigen Verbraucher gezahlt werden, zentral erfasst und an den Wohnsitzstaat weitergeleitet werden.

#### Zins- und Lizenzgebührenrichtlinie
Diese Richtlinie dient ebenfalls der Vermeidung von Doppelbesteuerungen und der damit verbundenen Benachteiligung verbundener Unternehmen, die in zwei unterschiedlichen Mitgliedstaaten ansässig sind gegenüber zwei verbundenen Unternehmen, die im selben Mitgliedstaat ansässig sind.

### Gegenwärtige Entwicklungen
Die Kommission plant eine Harmonisierung der Bemessungsgrundlage der Körperschaftssteuer.

## Die Bedeutung der Grundfreiheiten für die nationalen Steuersysteme

### Anwendungsbereich der Grundfreiheiten

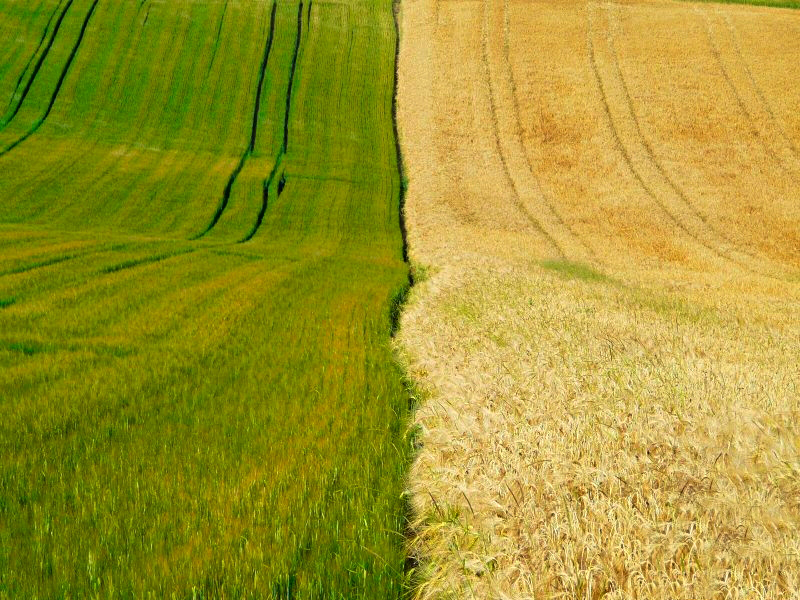
Die Mitgliedstaaten entscheiden über ihr Steuersystem weitgehend selbst. Liegt allerdings ein grenzüberschreitender Sachverhalt vor, sind sie an die Grundfreiheiten gebunden.

Obwohl die Mitgliedstaaten über die ausschließliche Kompetenz zur Regelung ihrer Steuersysteme verfügen, sind sie dann an die Grundfreiheiten gebunden, wenn ein grenzüberschreitender Sachverhalt vorliegt. Mit „grenzüberschreitender Sachverhalt“ sind all die Fälle gemeint, in denen ein geschäftlicher Bezug zu einem anderen Mitgliedstaat besteht.
Für indirekte Steuern gilt das spezielle steuerrechtliche Diskriminierungsverbot des Art. 110 AEUV, wonach ausländische Waren nicht höher als gleichartige inländische besteuert werden dürfen. Inzwischen hat diese Vorschrift jedoch angesichts weitreichender Harmonisierung an Bedeutung verloren.
Für die direkten Steuern gibt es keine speziellen Vorschriften. Die Grundfreiheiten verbieten jedoch für alle Fälle mit grenzüberschreitenden Bezug mitgliedstaatliche Regelungen, die den freien Verkehr von Waren, Dienstleistungen, Arbeitnehmern und Kapital aufgrund der Staatsangehörigkeit bzw. des Unternehmenssitzes unmittelbar oder mittelbar diskriminieren oder auf sonstige Weise in ihrer Ausübung beschränken.
Dieser Bereich ist wesentlich durch die Rechtsprechung des Europäischen Gerichtshofs geprägt. In der Rechtswissenschaft wird nach einer Phase sehr „strenger Handhabung“ der Grundfreiheiten durch den Gerichtshof inzwischen eine gegenüber mitgliedstaatlichen Regelungen großzügigere Tendenz in der Rechtsprechung festgestellt.

### Diskriminierungs- und Beschränkungsverbot
Die Grundfreiheiten verbieten jede Diskriminierung aufgrund der Staatsangehörigkeit. Eine Diskriminierung liegt vor, wenn von zwei vergleichbaren Konstellationen eine aufgrund der Staatsangehörigkeit schlechter behandelt wird. Erfasst sind nicht nur Regelungen, die unmittelbar an die Staatsangehörigkeit (bzw. bei Gesellschaften an den Sitz) anknüpfen, sondern auch mittelbare Diskriminierungen, also solche, die typischerweise Angehörige eines anderen Mitgliedstaats betreffen. Dies gilt beispielsweise für Regelungen, die an den Wohnsitz anknüpfen und bestimmte steuerliche Vorteile nur im Inland Ansässigen zukommen lassen; denn eine solche Regelung benachteiligt EU-Ausländer, die regelmäßig nicht im Inland ansässig sind.
Im Steuerrecht stellt sich allerdings oftmals die Frage, ob in diesem Fall der mittelbaren Diskriminierung wegen Anknüpfung an den Wohn- oder Geschäftssitz wirklich vergleichbare Situationen vorliegen. Der EuGH unterscheidet hier zwischen Unternehmen und Privatpersonen: Während bei Unternehmen die unterschiedliche Behandlung von Unternehmen mit Sitz im Ausland zu solchen mit Sitz im Inland grundsätzlich diskriminieren soll, stellt der Wohnsitz bei Privatpersonen einen Anknüpfungspunkt dar, der im Bereich der direkten Steuern eine Vergleichbarkeit von Gebietsansässigen und Gebietsfremden verbieten kann (und dann keine verbotene Diskriminierung begründet).
Ebenfalls Einschränkungen im Steuerrechtsbereich erfährt das in den Grundfreiheiten enthaltene Beschränkungsverbot. Diese verbietet nach der Rechtsprechung des EuGH grundsätzlich alle Regelungen, die „die Ausübung einer Grundfreiheit behindern oder weniger attraktiv machen können“. Im Bereich des Steuerrechts ist aber jede Regelung geeignet, die Ausübung einer Grundfreiheit weniger attraktiv zu machen. Die Ansicht des EuGH ist hier wegen einer sehr fallbezogenen Entscheidungspraxis nicht eindeutig. Um einer umfassenden Überprüfung mitgliedstaatlicher Regelungen durch den EuGH vorzubeugen, wird für den Bereich des Steuerrechts hier Zurückhaltung gefordert.

### Rechtfertigungsgründe
Als Rechtfertigungsgründe sind in der Rechtsprechung unter anderem die Bekämpfung von Steuerhinterziehung, Steuerflucht und missbräuchlichen Praktiken, die wirksame Steueraufsicht, den Grundsatz der Territorialität, die ausgewogene Aufteilung der Besteuerungsbefugnis, die Verhinderung doppelter Verlustberücksichtigung und die Kohärenz des Steuersystems anerkannt.

## Beihilferecht und Steuervergünstigungen
Obwohl die Vorschriften über die Beihilfenkontrolle der Europäischen Union (Art. 107 ff. AEUV) nicht speziell auf steuerrechtliche Maßnahmen ausgerichtet sind, erfassen sie alle mitgliedstaatlichen Steuerbegünstigungen, beispielsweise Minderungen der Steuerbemessungsgrundlagen (durch besondere Abzugsmöglichkeiten, erhöhte Abschreibung, Aufnahme von Rücklagen in die Bilanz und andere), Steuerermäßigung oder Steuerbefreiung sowie günstige Zahlungsvereinbarungen (Steuerstundung, Ratenzahlung).
Eine Konkretisierung für den Bereich der direkten Steuern enthält eine Mitteilung der Europäischen Kommission.
Wie andere mitgliedstaatliche Beihilfen sind auch steuerliche Beihilfen bei der Kommission anzumelden und dürfen vor Erteilung der Genehmigung nicht gewährt werden. Andernfalls sind sie grundsätzlich zurückzufordern.

## Die sog. stille Harmonisierung
Mit stiller Harmonisierung wird der (gedachte oder wirkliche) Prozess bezeichnet, dass die Mitgliedstaaten ihre Steuerrechtsordnungen freiwillig angleichen. Dahinter steht der Gedanke, das sich im Wettbewerb der Steuersysteme im Binnenmarkt das beste System durchsetzt und daher eine erzwungene Vereinheitlichung überflüssig sei.
Aus dem Konzept der stillen Harmonisierung wird abgeleitet, dass es keiner umfangreichen Harmonisierungsmaßnahmen bedürfe. Befürworter einer solchen Harmonisierung wenden ein, der Wettbewerb der Steuersysteme verfälsche die Wettbewerbsbedingungen für die Unternehmen und zwinge außerdem die Staaten, nur wirtschaftsgünstige, nicht aber der Allgemeinheit dienende Steuerregelungen zu erlassen.
Der Rat der Europäischen Union hat sich 1997 auf einen (unverbindlichen) Kodex zur Vermeidung „schädlichen Steuerwettbewerbs“ geeinigt.

### Lehrbücher, Handbücher, Sammelbände
- Dieter Birk (Hrsg.): Handbuch des europäischen Steuer- und Abgabenrechts. 2. Auflage. Neue-Wirtschafts-Briefe-Verlag, Herne u. a. 2000, ISBN 3-482-46591-6.
- Heinrich Weber-Grellet: Europäisches Steuerrecht. C.H. Beck, München 2005, ISBN 3-406-50633-X.
- Florian Haase: Internationales und Europäisches Steuerrecht. 2. Auflage. Heidelberg u. a. 2009, ISBN 978-3-8114-3464-6.
- Michael Lang, Christine Weinzierl (Hrsg.): Europäisches Steuerrecht. Festschrift für Friedrich Rödler. 2010, ISBN 978-3-7073-1457-1.

### Zeitschriften
Europäisches Wirtschafts- und Steuerrecht. Betriebsberater für Europa., Deutscher Fachverlag, monatlich
Europäische Zeitschrift für Wirtschaftsrecht (EuZW), Verlag C.H. Beck, zweiwöchentlich
Internationale Wirtschaftsbriefe (IWB), nwb Verlag, zweiwöchentlich